# Bayonetta: Bloody Fate
Pour plus de détails, voir Fiche technique et Distribution.
Bayonetta: Bloody Fate (ベヨネッタ ブラッディフェイト) est un film japonais réalisé par Fuminori Kizaki, sorti en 2013. Il est adapté de la série de jeux vidéo Bayonetta.

## Synopsis
Bloody Fate est une adaptation du jeu éponyme. Les événements et personnages du film sont sensiblement les mêmes que dans le jeu, mais avec de légers changements dans les lieux, l'ordre et les détails.
Après s'être réveillé d'un sommeil de 500 ans au fond d'un lac, sans aucun souvenir de sa vie d'avant, la sorcière de l'Umbra Bayonetta se lance dans un voyage pour redécouvrir son identité et son passé. Éliminant les anges se dressant sur son chemin, le voyage de Bayonetta l'emmène dans la ville européenne isolée de Vigrid, où elle est confrontée au dernier sage de lumen, Balder. Cet homme dérangé considère le monde comme irrémédiablement corrompu et souhaite le détruire. Après une bataille épique dans laquelle des créatures célestes sont invoquées, Bayonetta tue Balder.

## Fiche technique
- Titre : Bayonetta: Bloody Fate
- Titre original : ベヨネッタ ブラッディフェイト
- Réalisation : Fuminori Kizaki
- Scénario : Mitsutaka Hirota
- Montage : Mitsutaka Hirota
- Production : Justin Cook, Carly Hunter, Fuminori Kizaki, Jonathan Klein et Reiko Matsuo
- Société de production : Gonzo, Sega, Toei Animation, Avex Entertainment, Q-Tec, Showgate et Pony Canyon
- Société de distribution : Showgate (Japon), FUNimation Entertainment (États-Unis)
- Pays :  Japon
- Genre : Animation, action et fantasy
- Durée : 90 minutes
- Dates de sortie : 
  -  Japon : 23 novembre 2013

## Distribution
| Personnage            | Japonais                              | Anglais                           |
| --------------------- | ------------------------------------- | --------------------------------- |
| Bayonetta / Cereza    | Atsuko TanakaMiyuki Sawashiro (jeune) | Hellena TaylorJoy Jillian (jeune) |
| Jeanne                | Mie Sonozaki                          | Grey DeLisle                      |
| Enzo                  | Wataru Takagi                         | John Kassir                       |
| Rodin                 | Tesshō Genda                          | Dave Fennoy                       |
| Luka Redgrave         | Daisuke Namikawa                      | Yuri Lowenthal                    |
| le père Balder        | Norio Wakamoto                        | J. Grant Albrecht                 |
| Matriarche de l'Umbra | Reiko Suzuki                          | Victoria Harwood                  |
| Antonio Redgrave      | Yasushi Miyabayashi                   | Patrick Seitz                     |
| Fortitudo             | Takahiro Fujiwara                     | Dave Fennoy                       |
| Temperantia           | Itaru Yamamoto                        | Patrick Seitz                     |
| le narrateur          |                                       | Richard Epcar                     |